# باکلان کمبل
باکلان کمبل (نام علمی: Phalacrocorax campbelli) نام یک گونه از تیرۀ باکلانان است.